# Disconectes furcatus
Disconectes furcatus är en kräftdjursart som först beskrevs av Georg Ossian Sars 1870.  Disconectes furcatus ingår i släktet Disconectes och familjen Munnopsidae. Arten är reproducerande i Sverige. Inga underarter finns listade i Catalogue of Life.